# Sierra (instrumento de tortura)

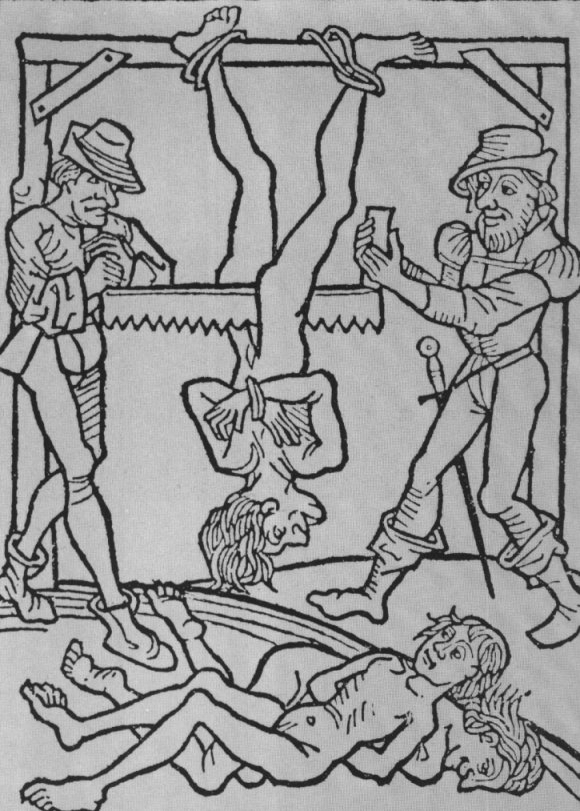

La sierra es un método de tortura que emplea una sierra tal como aparece en el grabado. A consecuencia de la posición invertida del condenado, se asegura suficiente oxigenación al cerebro y se impide la pérdida general de sangre, con lo que la víctima no pierde el conocimiento hasta que la sierra alcanza el ombligo, e incluso el pecho, según relatos del siglo XIX.
La sierra se aplicaba a menudo a homosexuales, aunque principalmente a hombres. En España la sierra era un medio de ejecución militar hasta el siglo XVIII. En Cataluña, durante la Guerra de la Independencia (1808-1814), los guerrilleros catalanes sometieron a decenas de oficiales enemigos a la sierra. En la Alemania luterana la sierra esperaba a los cabecillas campesinos rebeldes, y en Francia a las brujas preñadas por Satanás.

## Métodos
Se han registrado diferentes métodos de muerte por aserrado. En los casos relacionados con el emperador romano Calígula, se dice que el aserrado fue por el medio (transversalmente). En los casos de Marruecos, se afirma que el aserrado fue longitudinal, tanto desde la ingle hacia arriba como desde el cráneo hacia abajo (midsagitalmente).
Sólo en un caso, el relato sobre Simón el Zelote, se describe explícitamente que la persona es colgada boca abajo y serrada verticalmente por el medio, empezando por la ingle, sin que se mencionen sujeciones o tablas de apoyo alrededor de la persona, de la manera representada en las ilustraciones. En otros casos en los que se suministran explícitamente detalles sobre el método más allá del mero acto de aserrado, el condenado fue aparentemente sujetado a una o dos tablas antes del aserrado.